# Togliatti Challenger 2006
Il Togliatti Challenger 2006 è stato un torneo di tennis facente parte della categoria ATP Challenger Series nell'ambito dell'ATP Challenger Series 2006. Il torneo si è giocato a Togliatti in Russia dal 24 al 30 luglio 2006 su campi in cemento.

## Vincitori

### Singolare
Uros Vico ha battuto in finale  Alexander Peya con il punteggio di 3–6, 6–4, 6–1

### Doppio
Alexander Peya /  Uros Vico hanno battuto in finale  Aleksej Kedrjuk /  Orest Tereščuk con il punteggio di 6–4, 6–4